# Модосян, Владимир Гегамович
Владимир Гегамович Модосян (род. 16 июня 1958, Гори) — советский борец вольного стиля, двукратный чемпион СССР (1986 и 1987) и призёр чемпионатов Европы (1982 и 1987), обладатель Кубка мира (1985), чемпион мира (1986), победитель Игр доброй воли (1986). Заслуженный мастер спорта СССР (1986). Заслуженный тренер России (2011).

## Биография
Владимир Модосян начал заниматься вольной борьбой в 1968 году. В 1975 году переехал в Красноярск и начал тренироваться под руководством заслуженного тренера СССР Дмитрия Миндиашвили. С 1982 по 1987 год входил в состав национальной сборной СССР по вольной борьбе. Наиболее успешным в его спортивной карьере стал 1986 год, когда он победил на чемпионате СССР, Играх доброй воли и чемпионате мира.
После завершения спортивной карьеры занялся тренерской деятельностью, входит в тренерский штаб сборной России по вольной борьбе. Наиболее известными учениками Владимира Модосяна являются чемпион России, призёр чемпионата мира Альберт Саритов и двукратный чемпион мира Виктор Лебедев.

## Выступления на чемпионатах СССР
- Чемпионат СССР по вольной борьбе 1981 года — ;
- Чемпионат СССР по вольной борьбе 1982 года — ;
- Чемпионат СССР по вольной борьбе 1983 года — ;
- Чемпионат СССР по вольной борьбе 1985 года — ;
- Чемпионат СССР по вольной борьбе 1986 года — ;
- Чемпионат СССР по вольной борьбе 1987 года — ;
- Чемпионат СССР по вольной борьбе 1988 года — .

## Видео
Чемпионат мира 1986, вольная борьба, 82 кг, финал: Владимир Модосян (СССР) - Александр Нанев (Болгария)